# Club Deportivo Estepona Fútbol Senior
Club Deportivo Estepona Fútbol Senior es un equipo fútbol español procedente de la comunidad autónoma de Andalucía, de la provincia de Málaga. Fundado en 2014, actualmente milita en Segunda Federación. Disputa los partidos como local en el Estadio de Fútbol Francisco Muñoz Pérez, con una capacidad de 3800 espectadores. 

## Historia
Fundado en 2014, remplazando al Unión Estepona C. F. que había sido disuelto. El club inicialmente se llamaba Club Deportivo Estepona Fútbol Base, pero más tarde llegaron al fútbol profesional en la temporada 2014-15 bajo el nombre Club Deportivo Estepona Fútbol Senior. Después de ascender dos temporadas consecutivas el club paso 4 temporadas en la División de Honor antes de conseguir la promoción a Tercera División en mayo de 2020.
El 20 de agosto de 2022 el club pasó a ocupar la plaza del extinto Extremadura U. D. en la cuarta categoría del fútbol español, y así lograr un ascenso de 2 categorías en un mismo año, ya que la anterior temporada quedaron líderes en la División de honor Andaluza y ya logró el ascenso a la Tercera RFEF. Este ascenso a Segunda Federación suscitó polémica y dudas sobre su legalidad, ya que se realizó contra el criterio fijado en una circular de la RFEF que otorgaba preferencia en estas situaciones a clubes de la misma federación territorial que el club desaparecido; así, ante la pretensión de ocupar esta plaza por parte del C. D. Extremadura 1924, la plaza debería de haber sido adjudicada a este último.

## Temporadas
| Temporada | Nivel | División  | Posición | Copa del Rey |
| --------- | ----- | --------- | -------- | ------------ |
| 2014-15   | 7     | 3ª And.   | 1.º      |              |
| 2015-16   | 6     | 2ª And.   | 1.º      |              |
| 2016-17   | 5     | Div. Hon. | 9.º      |              |
| 2017-18   | 5     | Div. Hon. | 10.º     |              |
| 2018-19   | 5     | Div. Hon. | 6.º      |              |
| 2019-20   | 5     | Div. Hon. | 3.º      |              |
| 2020-21   | 4     | 3.ª       | 8.º/9.º  |              |
| 2021-22   | 6     | Div. Hon. | 1.º      |              |
| 2022-23   | 4     | 2.ª RFEF  | 8.º      |              |
| 2023-24   | 4     | 2.ª RFEF  | 6.º      |              |

- 1 temporada en Tercera División de España